# NGC 4091
NGC 4091 é uma galáxia espiral (Sbc) localizada na direcção da constelação de Coma Berenices. Possui uma declinação de +20° 33' 23" e uma ascensão recta de 12 horas, 05 minutos e 40,2 segundos.
A galáxia NGC 4091 foi descoberta em 2 de Maio de 1864 por Heinrich Louis d'Arrest.